# جبارکندی (اردبیل)
جبارکندی یک منطقهٔ مسکونی در ایران است که در دهستان ارشق غربی واقع شده‌است. جبارکندی ۳۲ نفر جمعیت دارد.